# Bahía de Barbacoas
La bahía de Barbacoas es una pequeña bahía del Caribe ubicada al noroeste del departamento de Bolívar, en Colombia. Sus aguas bañan a la ciudad de Cartagena de Indias, capital del departamento.
La bahía está limitada al norte por la península de Barú (conectada a tierra firme por una ruta) que la separa de la bahía de Cartagena de Indias. En su costa oriental se encuentra el Canal del Dique, que une a la bahía de Barbacoas con el río Magdalena, la principal arteria fluvial del país. 